# Die Katze auf dem heißen Blechdach (Film)
Die Katze auf dem heißen Blechdach (Originaltitel: Cat on a Hot Tin Roof) ist die Verfilmung des gleichnamigen Theaterstücks von Tennessee Williams. Der am 18. September 1958 uraufgeführte Film unter der Regie von Richard Brooks wurde zu einem der größten Kassenschlager der 1950er Jahre. Er war für sechs Oscars nominiert, gewann jedoch keine der Trophäen.

## Titel
Der Titel des Films ergibt sich aus einem zu Anfang des Films von Maggie und Brick geführten Streit. Maggie beschreibt ihre Gefühle bezüglich des Zustands ihrer Ehe mit den Worten „Ich komme mir die ganze Zeit über vor wie eine Katze auf einem heißen Blechdach“. Brick empfiehlt ihr daraufhin, von diesem Dach zu springen, da Katzen dies tun und dabei ja auf ihren vier Pfoten landen – Trennung, oder sie soll sich einen Liebhaber suchen, was sie jedoch entrüstet ablehnt. Maggie erklärt, sie würde letztendlich doch siegen. Zum Schluss des Streits fragt Brick, was sie sich unter dem Sieg einer Katze auf dem heißen Blechdach eigentlich vorstellen würde: „Einfach drauf zu bleiben, solange es mir möglich ist.“

## Handlung
Brick, ein junger Mann um die 30, hat sich widerwillig von seiner Frau Maggie dazu überreden lassen, zum Geburtstag seines Vaters nach Hause zu fahren, auf das große Südstaatenanwesen seiner Familie. Sein Vater „Big Daddy“, das Oberhaupt der Familie, ist jedoch vorerst aufgrund chronischer gesundheitlicher Probleme noch im Krankenhaus. Am Vorabend des Geburtstages fährt Brick in ein Footballstadion, trinkt – wie mittlerweile immer – flaschenweise Whiskey und denkt wehmütig an alte Zeiten, in denen er zusammen mit seinem besten Freund Skipper, der inzwischen tot ist, American Football spielte. Im Alkoholrausch versucht er einen Hürdenlauf und bricht sich den Knöchel.
Am nächsten Tag kehrt Big Daddy nach Hause zurück. Die Ärzte bescheinigen ihm beste Gesundheit. Er wird am Flughafen von seinem zweiten Sohn Gooper, dessen schwangerer Frau und zahlreichen Kindern und von Maggie abgeholt. Brick, inzwischen mit Gips und Krücken, wollte nicht mitkommen. Sie fahren zum Landgut, wo die Geburtstagsfeierlichkeiten vorbereitet sind.
Brick ist auf seinem Zimmer und trinkt. Er will weder von seinem Vater noch von seiner Frau etwas wissen, will nicht zur Feier in den Garten gehen, geschweige denn seinem Vater das von Maggie gekaufte Geschenk überreichen. Bricks Frau Maggie wie auch der andere Sohn Gooper und dessen Frau Mae sind jedoch nicht ganz uneigennützig zur Feier gekommen: Im Zweifel über den gesundheitlichen Zustand des Vaters trachten sie danach, die riesigen Ländereien von Big Daddy übernehmen zu können. Nur Brick hat daran nicht das geringste Interesse. Er ist nach dem Tod seines Freundes Skipper ein Trinker geworden, wortkarg und resigniert. Er wirft sich insgeheim vor, seinem Freund in einer schweren Situation nicht geholfen zu haben und an seinem Tod schuld zu sein. Seiner Frau hält er vor, ihn in dieser Situation mit Skipper betrogen zu haben. Seinem Vater gegenüber empfindet er ebenfalls keine Zuneigung, weil dieser nur Interesse für Geld und seine Ländereien habe. Maggie, die Brick liebt und von ihm ein Kind will, leidet zwar unter Bricks Abneigung, ja, seinem Hass ihr gegenüber, will aber um ihn kämpfen.
Der Arzt der Familie eröffnet Brick in einem stillen Moment, dass sein Vater tatsächlich unheilbar krank ist, man ihm es jedoch bisher verschwiegen habe, um ihn zu schonen. Brick ist das vorerst egal. Sein Vater kommt bald herauf, um ihn zu begrüßen. Brick redet wenig, ist stur. Aber Big Daddy will wissen, warum Brick trinkt und schweigt, warum er Maggie nicht liebt. Er lässt nicht locker. Es entspinnt sich ein Disput über Liebe und Hass, über die Verhältnisse der Familienmitglieder zueinander, Vorurteile, Neid und Missgunst. An diesem Nachmittag entlädt sich nicht nur in der Natur ein Gewitter, sondern auch all der über Jahre hinweg entstandene Frust, alle Spannungen, die Brick und anderen Familienmitgliedern das gemeinsame Leben verlogen und beinahe unerträglich gemacht haben.

## Hintergrund
Im Gegensatz zum Theaterstück vernachlässigt der Film Bricks angedeutete Homosexualität, die eigenartige Beziehung zu seinem Freund Skipper wurde im Drehbuch für den Massenmarkt stark heruntergespielt. Hingegen spart der Film andere Punkte nicht aus, die in den 1950er Jahren als Tabu angesehen wurden: Ehebruch, Unfruchtbarkeit und Alkoholabhängigkeit.

## Produktion und Rezeption
- Der 1958er Kinoversion ging eine Broadway-Adaption des Theaterstückes aus dem Jahre 1955 von Elia Kazan voraus, in dem bereits Madeleine Sherwood als Mae und Burl Ives als Big Daddy mitgewirkt hatten.
- Tennessee Williams erhielt von MGM für die Filmrechte 600.000 US-Dollar.[1]
- Aufgrund des Hays Code wurde der Aspekt der Homosexualität aus der literarischen Vorlage nach Tennessee Williams völlig außer Acht gelassen, weshalb der Autor seinen Lesern abriet, den Film zu sehen.
- Cat on a Hot Tin Roof war 1959 für sechs Oscars nominiert, unter anderem als „bester Film“.
- Elizabeth Taylor hatte eine Woche vor Beginn der Dreharbeiten ihren dritten Ehemann Michael Todd bei einem Flugzeugabsturz verloren, war jedoch durch den Vertrag bei Metro-Goldwyn-Mayer gezwungen, die Dreharbeiten anzutreten.
- Ihre Gage betrug 125.000 Dollar; Newman, der beim Film noch ein Neuling war, erhielt 25.000 Dollar.
- Der Film gilt als der profitabelste, den MGM je auf den Markt gebracht hat. Die Verleihmieten, die der Film errang, betrugen 8,8 Mio. Dollar. Insgesamt spielte er 19,2 Mio. Dollar ein.
- Es gibt zwei Neuverfilmungen fürs Fernsehen: Eine Version von Robert Moore aus dem Jahre 1976, mit Laurence Olivier, Natalie Wood, Robert Wagner und Maureen Stapleton. Die andere stammt aus dem Jahre 1985 von dem Regisseur Jack Hofsiss und zeigt Tommy Lee Jones und Jessica Lange.

## Sonstiges
Burl Ives, der im Film den 65-jährigen Big Daddy spielt, war in Wirklichkeit erst 49 Jahre alt und damit lediglich ein knappes Jahr älter als sein Filmsohn Jack Carson.

## Synchronisation
Die deutsche Synchronfassung entstand 1958 im MGM-Synchronisations-Atelier Berlin.
| Rolle                      | Darsteller       | Synchronsprecher      |
| -------------------------- | ---------------- | --------------------- |
| Brick Pollitt              | Paul Newman      | Wolfgang Kieling      |
| Maggie Pollitt             | Elizabeth Taylor | Marion Degler         |
| Harvey „Big Daddy“ Pollitt | Burl Ives        | Paul Wagner           |
| Gooper                     | Jack Carson      | Wolfgang Lukschy      |
| Big Mama                   | Judith Anderson  | Roma Bahn             |
| Dr. Baugh                  | Larry Gates      | Siegfried Schürenberg |
| Diakon Davis               | Vaughn Taylor    | Kurt Waitzmann        |

## Kritiken
Die Zeitschrift Cinema gab dem Film die höchste Wertung und zog das Fazit: „Intensives Kammerspiel. Ein zeitloser Klassiker“. Das Lexikon des Internationalen Films bezeichnete ihn als „[r]outinierte, schauspielerisch glänzende Verfilmung des Theaterstücks von Tennessee Williams“. Der Spiegel kritisierte zwar die inhaltliche Abschwächung, nannte ihn aber „trotzdem beeindruckend“.

## Auszeichnungen
Nominierungen zur Oscarverleihung 1959:
- Lawrence Weingarten für den besten Film
- Richard Brooks für die beste Regie
- Paul Newman als bester Hauptdarsteller
- Elizabeth Taylor als beste Hauptdarstellerin
- Richard Brooks und James Poe für das beste adaptierte Drehbuch
- William H. Daniels für die beste Kamera

Bei den British Academy Film Awards wurde Die Katze auf dem heißen Blechdach als bester Film, Paul Newman als bester ausländischer Darsteller und Elizabeth Taylor als beste ausländische Darstellerin nominiert.